# Эргодическая теорема Биркгофа — Хинчина
Эргодическая теорема Биркгофа — Хинчина утверждает, что для динамической системы, сохраняющей меру и интегрируемой по этой мере функции на пространстве для почти всех начальных точек соответствующие им временны́е средние сходятся. Более того, если инвариантная мера эргодична, то для почти всех начальных точек предел один и тот же — интеграл функции по данной мере. Этот принцип формулируется как «временно́е среднее для почти всех начальных точек равно пространственному».

## Формулировка
Пусть {\displaystyle f\colon X\to X} — сохраняющее меру {\displaystyle \mu } отображение, и функция {\displaystyle \varphi } на {\displaystyle X} интегрируема по мере {\displaystyle \mu }. Тогда временны́е средние {\displaystyle \varphi _{n}(x):={\frac {1}{n}}\sum _{j=0}^{n-1}\varphi (f^{j}(x))} сходятся к некоторой инвариантной функции {\displaystyle {\bar {\varphi }}}:
{\displaystyle \varphi _{n}(x):={\frac {1}{n}}\sum _{j=0}^{n-1}\varphi (f^{j}(x)){\xrightarrow[{n\to \infty }]{}}{\bar {\varphi }}(x),}
причём сходимость имеет место как в {\displaystyle L_{1}(X,\;\mu )}, так и почти всюду по мере {\displaystyle \mu }.

## Связь с законом больших чисел
Усиленный закон больших чисел в форме Колмогорова может быть получен как следствие теоремы Биркгофа — Хинчина. А именно, поскольку ясно, что от конкретной реализации случайных величин результат не зависит, можно считать, что вероятностное пространство имеет вид
{\displaystyle \Omega =\mathbb {R} ^{\mathbb {N} }=\{\omega =(\omega _{1},\;\omega _{2},\;\ldots )\}}
с мерой {\displaystyle P=\mu ^{\mathbb {N} }}, а случайные величины устроены как {\displaystyle \xi _{n}(\omega )=\omega _{n}} (мера {\displaystyle \mu } даёт распределение значений любого из {\displaystyle \xi _{n}}). Тогда мера {\displaystyle P} эргодична относительно левого сдвига — сохраняющего её преобразования
{\displaystyle T\colon (\omega _{1},\;\omega _{2},\;\ldots )\mapsto (\omega _{2},\;\omega _{3},\;\ldots ).}
С другой стороны, функция {\displaystyle \varphi =\xi _{1}} интегрируема по мере {\displaystyle P}, а {\displaystyle \xi _{n}=\varphi \circ T^{n-1}}. Поэтому чезаровские средние {\displaystyle (\xi _{1}+\ldots +\xi _{n})/n} могут быть записаны как временны́е средние для динамической системы {\displaystyle (\Omega ,\;P,\;T)}:
{\displaystyle {\frac {1}{n}}(\xi _{1}(\omega )+\ldots +\xi _{n}(\omega ))={\frac {1}{n}}\sum _{j=0}^{n-1}\varphi \circ T^{j}(\omega ).}
Поэтому в силу теоремы Биркгофа — Хинчина почти наверное
{\displaystyle {\frac {1}{n}}(\xi _{1}(\omega )+\ldots +\xi _{n}(\omega ))={\frac {1}{n}}\sum _{j=0}^{n-1}\varphi \circ T^{j}(\omega ){\xrightarrow[{n\to \infty }]{}}\int _{\Omega }\varphi \,dP=\int _{\mathbb {R} }x\,d\mu (x)=\mathbb {E} \xi _{1}.}
Это и есть заключение усиленного закона больших чисел.